# Gerald Leeman
Gerald Grant „Germ“ Leeman (* 22. Juni 1922 in Little Cedar, Iowa; † 10. Oktober 2008 in Cedar Falls, Iowa) war ein US-amerikanischer Ringer. Er gewann bei den Olympischen Spielen 1948 in London eine Silbermedaille im freien Stil im Bantamgewicht.

## Leben
Leeman besuchte die High-School in Osage (Iowa). Während dieser Zeit wurde er von "Mitch" Mitchell trainiert und gewann dreimal, 1939, 1940 und 1941, die High-School-Championships von Iowa. 1940 wurde er US-amerikanischer Meister (AAU-Champion) im freien Stil im Bantamgewicht. Nach seiner High-School-Zeit besuchte er das Iowa State Teachers College, aus dem die nunmehrige University of Northern Iowa hervorging. Trainiert wurde er dort von Dave McCuskey.
Während des Zweiten Weltkrieges diente Gerald Leeman von 1943 bis 1945 als Pilot in der United States Navy.
Nach Kriegsende setzte er seine Ringerkarriere fort und wurde 1946 NCAA-Champion (US-amerikanischer Studentenmeister) im freien Stil im Bantamgewicht.
1948 qualifizierte er sich für Teilnahme an den Olympischen Spielen in London. Er rang dort im freien Stil im Bantamgewicht. Er besiegte in London N. Bose, Indien, Raymond Cazaux, Großbritannien, Lajos Bencze, Ungarn, Charles Kouyos, Frankreich und Joseph Trimpont, Belgien. Im Endkampf unterlag er gegen Nasuh Akar aus der Türkei und gewann damit die Silbermedaille.
Danach wurde Gerald Leeman ein sehr erfolgreicher Ringertrainer, zuerst an der Fort Dodge High School (1949 bis 1951) und danach von 1952 bis 1970 an der Lehigh University in Bethlehem (Pennsylvania).
In seinem Ruhestand lebte er in Cedar Falls (Iowa).

## Internationale Erfolge
| Jahr | Platz  | Wettbewerb   | Stil     | Gewichtsklasse | Ergebnisse |
| 1948 | Silber | OS in London | Freistil | Bantam         | nach Siegen über N. Bose, Indien, Raymond Cazaux, Großbritannien, Lajos Bencze, Ungarn, Charles Kouyos, Frankreich und Joseph Trimpont, Belgien und einer Niederlage gegen Nasuh Akar, Türkei |

Erläuterungen
- Bantamgewicht: Gewichtsklasse, damals bis 57 kg Körpergewicht
- OS = Olympische Spiele